# Niels Westergård-Nielsen
Niels Westergård-Nielsen (født 6. juli 1948) er en dansk økonom og professor ved Copenhagen Business School.
Niels Westergård-Nielsen blev i 1989 udnævnt til professor ved Aarhus Universitet. Han har siden 2014 været leder for forskningscentret Center for Ejerledede Virksomheder ved Copenhagen Business School.
Hans primære forskningsområder er arbejdsmarkedsøkonomi, især med fokus på lønudvikling på person- og virksomhedsniveau samt jobskabelse.
Han var blandt de første forskere i Danmark til at arbejde med registerdata.

## Baggrund, karriere og forskning
Niels Westergård-Nielsen blev cand.oecon. i 1975 og opnåede senere en Ph.d.-grad fra Københavns Universitet. Herefter blev han ansat ved Aarhus Universitet, hvor han i 1989 blev ansat som professor og senere blev centerleder. I 2014 blev han leder for det nyoprettede forskningscenter Center for Ejerledede Virksomheder på Copenhagen Business School, der har til formål at styrke langsigtsplanlægning og virksomhedsoverdragelse i de danske ejerledede virksomheder gennem vidensopbygning, dialogværktøjer og uddannelse.
I 1980'erne var Niels Westergård-Nielsen blandt de første forskere i Danmark til at arbejde med registerdata. Det foregik i samarbejde med Danmarks Statistik og en række internatonale forskere, blandt andre modtager af Nobelprisen i økonomi Dale Mortensen.
Arbejdet med registerdata indebar samarbejde med psykiatere, og resultater fra forskningen er blevet udgivet i medicinske tidskrifter, herunder The Lancet. Niels Westergaard-Nielsens primære forskningsområde var i mange år lønudvikling, understøttelse og ledighed. Senere har han blandt andet også fokuseret på ledelse, arbejdsmiljø og iværksætteri.
Niels Westergård-Nielsen har været tilknyttet en række internationale uddannelses- og forskningsinstitutioner, bl.a. Harvard University, University of Chicago, IZA Institute of Labor Economics og Stanford University.

## Andre aktiviteter
Niels Westergård-Nielsen har siddet i en række kommissioner og udvalg. I 2008-2010 var han i blandt de udvalgte eksperter Lønkommissionen nedsat af Regeringen Anders Fogh Rasmussen III på baggrund af overenskomstforhandlingerne i 2008. I 2006-2007 sad Niels Westergård-Nielsen i Familie- og Arbejdslivskommissionen.
Han har været medforfatter og bidragsyder til en række lærebøger inden for økonomi, ledelse og globalisering. Sammen med Torben M. Andersen har Niels Westergård-Nielsen skrevet bogen Beskrivende Dansk Økonomi, der bruges som pensum på statskundskab- og økonomiuddannelserne ved flere danske universiteter.
Niels Westergård-Nielsen har desuden været tilknyttet OECD og Verdensbanken som konsulent af flere omgange fra starten af 1990'erne og frem til 2012.